# Merletto di Burano

Tovaglia a punto Venezia della prima metà del XX secolo (particolare)

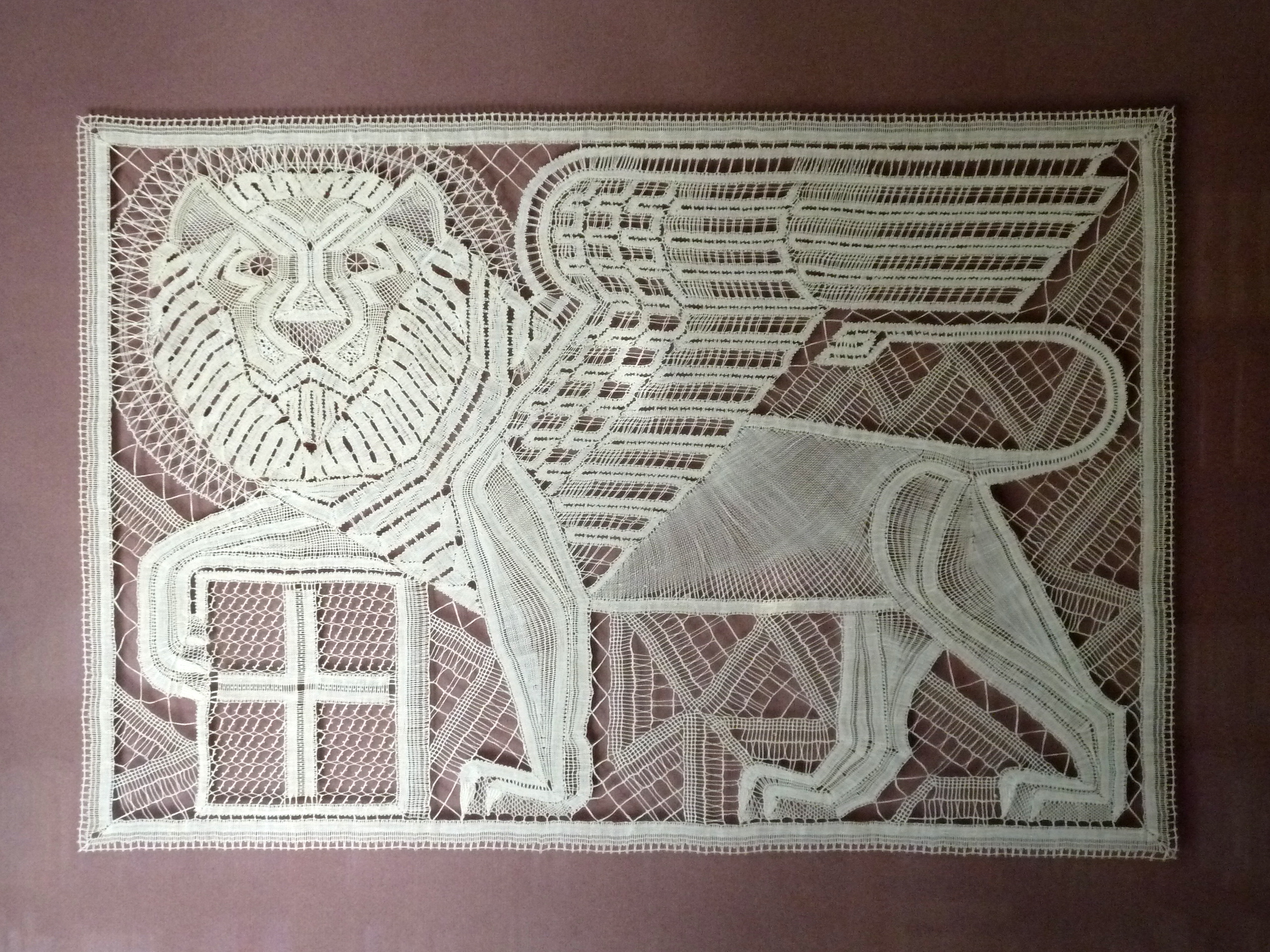
Leone di San Marco

Il merletto di Burano è uno dei più rinomati merletti al mondo, di tradizione plurisecolare e specifico dell'isola di Burano, nella laguna di Venezia, dove ha sede un celebre museo del merletto.
La storia del merletto della piccola isola Burano si perde nella notte dei tempi ed è legata a congetture o leggende. Per alcuni la tipica lavorazione buranella sarebbe connessa alla tradizione marinaresca degli abitanti della piccola isola, legati alla pesca e di conseguenza alla fabbricazione e alla riparazione in loco delle reti.
Le prime testimonianze della fioritura del commercio di merletti veneziani risalgono alla fine del XV secolo, accompagnate e seguite da un vero e proprio boom editoriale in Europa ed in Italia - specialmente a Venezia - che vide la pubblicazione di centinaia di libri, detti modellari, di disegni per merletti e ricami, ideati dai maggiori incisori e tipografi del tempo.
Una forte spinta alla diffusione di questo tipo di artigianato venne data dalla dogaressa Morosina Morosini, che alla fine del XVI secolo creò un laboratorio a Venezia, nel quale trovarono impiego 130 merlettaie. Alla sua morte il laboratorio venne chiuso, ma l'arte del merletto continuò ad essere coltivata. Vista la forte richiesta, si studiò di organizzare la produzione e la commercializzazione del merletto veneziano: la Corporazione dei Merciai se ne assunse la prerogativa, organizzando il lavoro nelle case, negli orfanotrofi, nei conventi, negli ospizi, nelle isole, divenendo così nel secolo XVII (epoca del boom del merletto in Europa) una delle corporazioni più ricche di Venezia.
Col passare degli anni il merletto di Burano acquisì fama internazionale. Merce rara e preziosa, entrò a far parte del corredo di varie famiglie europee di primaria importanza: all'incoronazione di Riccardo III d'Inghilterra (22 giugno 1483) la regina Anna indossò un ricco mantello ornato di merletti di Burano; allo stesso modo acquistarono merletti vari membri della famiglia Tudor, Caterina de' Medici, Bianca Cappello e diversi altri ancora. Proprio per opera di Caterina de' Medici e - in anni successivi - del ministro Colbert, alcune merlettaie si trasferirono in Francia: in pochi anni, le merlettaie buranelle divennero oltre 200, insegnando la loro arte alle colleghe francesi: il giorno della sua incoronazione (14 maggio 1643) Luigi XIV indossò un collare di merletto opera delle merlettaie buranelle, che avevano impiegato due anni per terminarlo.
Nel 1665 il punto in aria - tipico della lavorazione di Burano - divenne point de France, iniziando così una fortissima concorrenza col prodotto di Burano. A questo si aggiunsero dei pesanti dazi all'importazione, che pur causando dei danni commerciali non impedirono al merletto di Burano di prosperare: agli inizi del Settecento nel laboratorio veneziano "Ranieri e Gabrielli" trovavano impiego circa 600 merlettaie. Ma la fine della Repubblica di Venezia (1797) coincise con l'inizio di una lenta crisi: la produzione del merletto divenne un'attività esclusivamente familiare, e il numero di merlettaie iniziò a decadere, fino a far correre il rischio di esaurire questa tipica produzione plurisecolare.

## Storia
| |  |
| 1. Vincenza Memo, detta Cencia Scarpariola 2. La scuola del merletto di Burano in una pubblicità degli anni '30 del '900 |  |

Nell'inverno del 1872, grazie all'interessamento della contessa Andriana Marcello e dell'onorevole Paolo Fambri, si decise di cercare di rivitalizzare l'antica tradizione del merletto di Burano, con lo scopo principale di alleviare le tristi condizioni economiche dell'isola. Venne quindi chiesto ad un'anziana merlettaia di nome Vincenza Memo - detta Cencia Scarpariola - rimasta ultima depositaria di tutti i segreti dell'arte, di tramandarli alla maestra elementare Anna Bellorio d'Este, che a sua volta li passò alle figlie e ad un gruppo di ragazze.
Fu così che presso l'antico palazzo del podestà nacque la Scuola del merletto di Burano, che grazie alle commesse della contessa Marcello e di una serie di nobildonne da lei interpellate - fra le quali la principessa di Sassonia, la duchessa di Hamilton, la contessa Bismarck, la principessa Metternich, la regina d'Olanda e la regina Margherita - fece nuovamente rifiorire il lavoro e il commercio. Nel 1875 la Scuola del merletto contava già oltre 100 allieve.
Nella scuola si lavorava per sei ore al giorno d'inverno, sette in estate. Si veniva ammesse a 12 anni, dopo sei anni di istruzione fornita a casa. A 18 anni si passava nel gruppo delle lavoranti esperte fino al matrimonio, dopo il quale si tornava a lavorare a casa.
Secondo un elenco dei lavoranti a cottimo del 1876, le merlettaie erano suddivise per operazioni: Ordidura, Rete, Guipure, Rilievo e Ripieni, Stelle, Piccò, Staccatura, Pulitura, Unioni. Nel 1901, i gruppi di lavoro risultano sette: Ordidura, Rete, Guipure, Rilievo, Pulitura, Ripassatura. La settima fase - Unioni - veniva eseguita sempre a domicilio, dalle migliori lavoranti di ciascuna fase.
La contessa Marcello morì nel 1893, lasciando al figlio il compito di continuare la sua opera. La produzione della scuola continuò a crescere fino alla prima guerra mondiale e si mantenne alta fino agli anni '30 del XX secolo, per poi decrescere lentamente nei decenni successivi. La scuola del merletto fu chiusa definitivamente nel 1970. La produzione continuò privatamente, grazie anche alla nascita di una serie di negozi locali. Attualmente l'estrema difficoltà tecnica dei pezzi più pregiati, e la loro lunga o lunghissima gestazione (per creare una grande tovaglia fittamente ricamata serve il lavoro di dieci merlettaie per tre anni), hanno da un lato fatto lievitare enormemente i prezzi, dall'altro favorito la ricerca di una tecnica di lavorazione più sbrigativa e veloce, a scapito della qualità.

## Museo del merletto di Burano

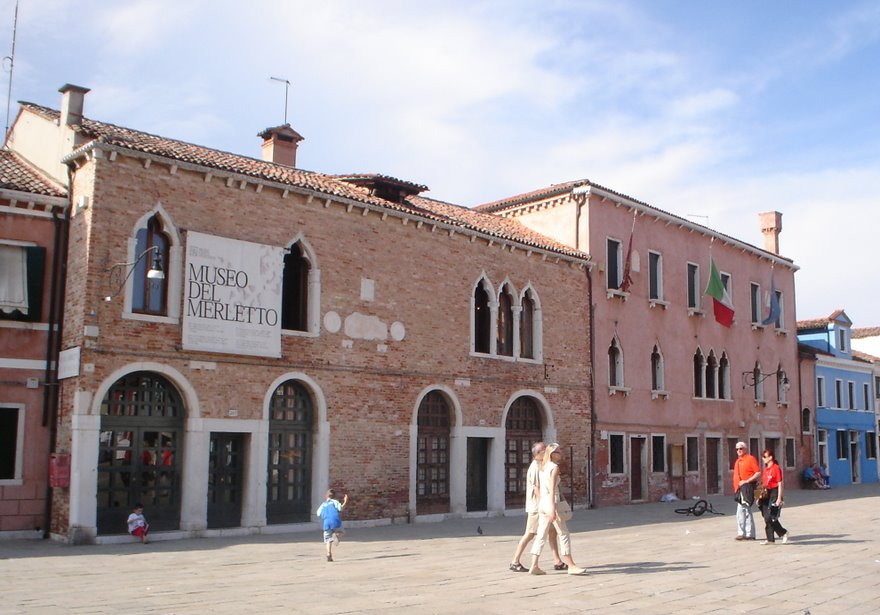
Il Museo del merletto in piazza Galuppi a Burano

Nel 1978 gli enti pubblici veneziani (Comune, Provincia, Camera di Commercio, Ente per il Turismo, Azienda Autonoma di soggiorno) si unirono alla Fondazione Andriana Marcello (nata nel 1961) in un "Consorzio per i merletti di Burano", allo scopo di rilanciare e riqualificare l'arte del merletto. Nella sede dell'antica scuola venne quindi creato nel 1981 il Museo del merletto, presso il quale sono stati organizzati vari corsi di formazione professionale ed importanti mostre storiche.
Allo scioglimento del Consorzio (1995), la Fondazione Andriana Marcello ha concesso il museo in comodato al Comune di Venezia. Il palazzo e le collezioni sono state in seguito interessate da un lungo periodo di restauro, riorganizzazione e rivalorizzazione, conclusosi con la nuova inaugurazione del museo il 25 giugno 2011.
Presso il Museo del merletto di Burano sono esposti oltre duecento esemplari unici della collezione della scuola, eseguiti fra il XVI e il XX secolo. Il museo conserva inoltre l'archivio della scuola e altri documenti ed opere d'arte relative alla lavorazione del merletto a Venezia.
Fra gli esemplari esposti, si segnalano soprattutto:
- Un colletto del terzo quarto del XVII secolo, eseguito ad ago con punto tagliato a fogliame.
- Due ventagli del secolo XIX in madreperla e avorio, eseguiti ad ago con punto Burano.
- Un centrotavola della fine del secolo XIX, eseguito ad ago con punto rosa
- Una grande tovaglia della prima metà del XX secolo, eseguita ad ago e tela con punto Venezia e rilievo a punto cappa.

All'interno del museo è possibile vedere all'opera delle merlettaie, acquistando direttamente dei merletti da esse prodotti, accompagnati da certificato di autenticità.

## Tecnica

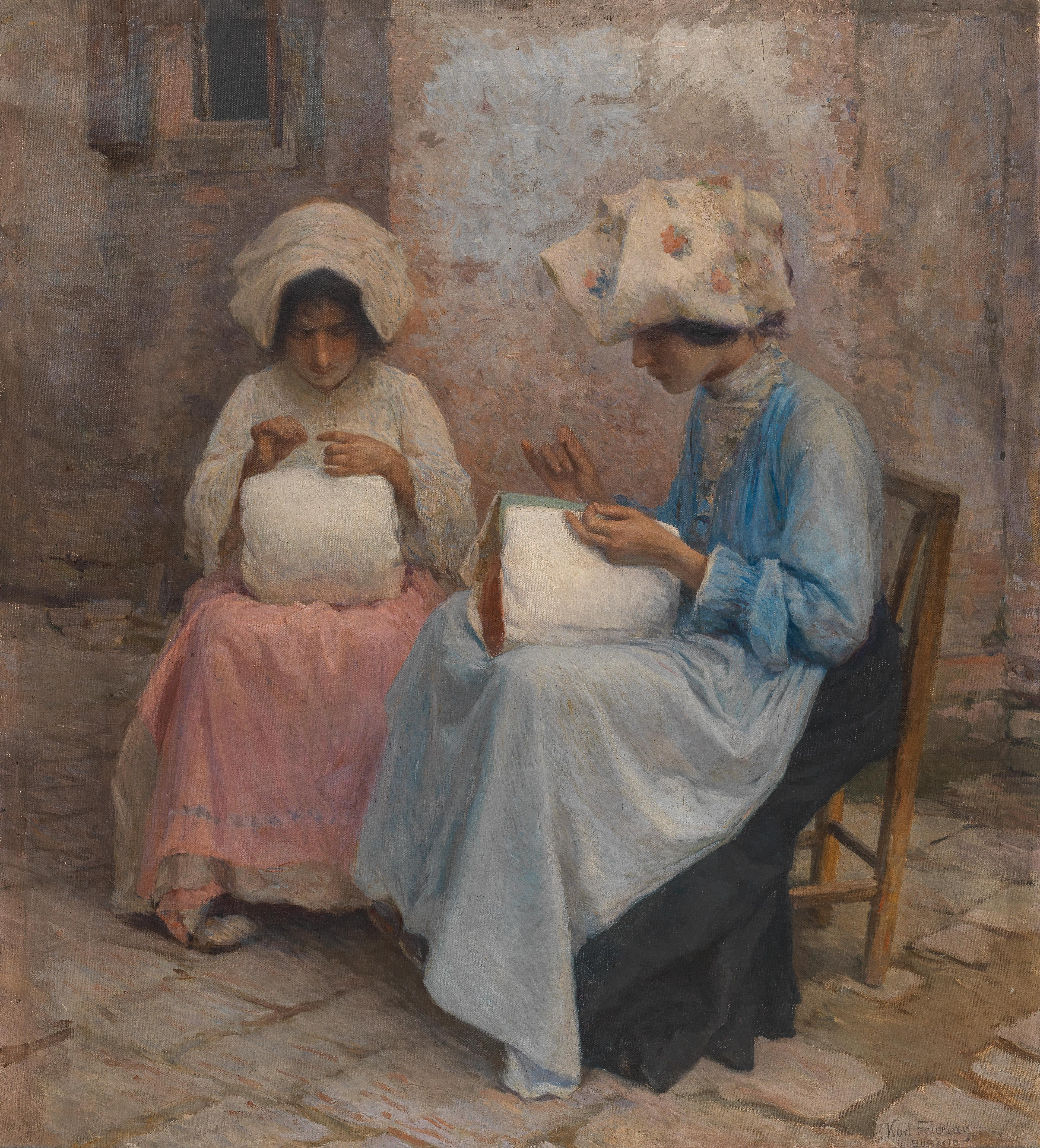
Karl Feiertag: Merlettaie di Burano

La tecnica che caratterizzò la scuola del merletto di Venezia e di Burano fu il punto in aria, eseguito con l'utilizzo di solo ago e filo, senza alcun supporto. Nei secoli si utilizzarono vari punti, alcuni di essi inventati proprio dalle merlettaie buranelle. Fra di essi, si ricordano il punto Venezia (così chiamato perché ricorda i ponti della città), il punto Burano (rete eseguita con filo sottilissimo, che ricorda le reti dei pescatori dell'isola), il punto ago, il punto rosa, il punto cappa, eccetera. Tipica del merletto di Burano è la lavorazione rigorosamente ad ago: i merletti originali di Burano si distinguono per l'estrema complessità del disegno e della tecnica esecutiva, l'utilizzo di fili (di cotone, lino, seta, dorati o argentati) molto sottili, e di conseguenza una lavorazione estremamente lunga, per la quale è d'obbligo uno studio ed un'applicazione spesso pluridecennale. Questo è il motivo per cui i prezzi dei merletti di Burano possono arrivare a migliaia o addirittura decine di migliaia di Euro per singolo manufatto, così come si è sviluppato un commercio di falsi merletti di Burano venduti a prezzi più bassi, distinguibili però per la qualità, assai distante dagli originali. Il desiderio di difendersi dai falsi merletti di Burano spinse a suo tempo il Consorzio per i merletti di Burano a chiedere una legge regionale per l'istituzione di un marchio di garanzia, ma la proposta non ha avuto seguito. La lavorazione a fuselli, molto più veloce e tecnicamente meno impegnativa, divenne invece tipica - nell'ambito della laguna di Venezia - dei merletti di Pellestrina.
Per eseguire un merletto ad ago si prepara un disegno e in successione il supporto per l'orditura, costituito da due strati di stoffa, tre fogli di carta paglierina, il foglio col disegno e un foglio di carta oleata, il tutto sovrapposto. Si seguono i bordi del disegno con un punto filza doppio, un tempo eseguito a mano ma oggi prevalentemente a macchina: quest'orditura a lavoro terminato verrà eliminata. A questo punto si crea la trama del merletto, chiamata "ghipùr" (traslitterazione dialettale dal francese "guipure"), eseguita mediante una serie di punti di vario tipo: "sacola" (o "sacolà", un punto ad asola a sua volta diviso in sottopunti chiamati "sacola ciara" o "sacola fissa"), "formigola", "greco", "redin" eccetera eccetera. In seguito si lavorano i collegamenti che legano gli spazi fra le forme, utilizzando altri tipi di punto ancora quali i già citati "Venezia", "Burano" eccetera. Si contorna poi il lavoro col rilievo (liscio o grosso), in modo da creare una profondità ad alcune zone del merletto: un filo di maggior spessore è quindi fissato con minuscoli punti da un filo sottilissimo lungo i contorni del disegno. In alternativa - o in aggiunta - si può utilizzare per il rilievo anche un filo metallico, cordonato poi dal filo in tessuto. In certi punti del merletto si possono fare degli smerli. Alla fine si stacca il lavoro tagliando il filo di ordito tra la carta e la stoffa e si pulisce con le pinzette il merletto dai frammenti di ordito rimasti.